# Oulema variabilis
Oulema variabilis är en skalbaggsart som beskrevs av R. White 1993. Oulema variabilis ingår i släktet Oulema och familjen bladbaggar. Inga underarter finns listade i Catalogue of Life.